# Вядро, Владимир Эмильевич
Владимир Эмильевич Вядро — советский и российский художник, промышленный дизайнер, автор проектов дизайна автомобилей АЗЛК (1970-80-х годов) и проекта интерьера Здания музея АЗЛК, генеральный директор ООО «Энергопромпроект».

## Музей АЗЛК
Внутренней отделкой помещений Музея АЗЛК занимался художник завода Владимир Вядро. Под купольной крышей музея находились уникальные экземпляры отечественного автопрома, в том числе никогда не выходившие в массовом производстве. Формирование выставки происходило вокруг центральной опоры помещения, на которой был смонтирован круговой светильник. Лев Железняков, бывший замдиректора музея, описывал подготовку пространства музея под руководством художника завода к первой выставке следующим образом:
{{цитата|Не было ни пандуса, ни спирали: автомобили расставили веером от центрального столба. Столб, конечно, тоже был лишним: вообще-то купольные покрытия предполагают безопорное пространство. Крыша была ступенчатой, не гладкой. И проблема была — сделать так, чтобы она не протекала. Стыки были проблемными. Каждый лист вырезался индивидуально — здание же не прямоугольное

## Автомобильный дизайн
В 1973 году, когда на АЗЛК развернулись работы над новым вариантом внедорожника, в Бюро художественного конструирования по проекту В. Э. Вядро были построены поисковые макеты нового кузова Москвич-2150 на шасси (в масштабе 1:5). Попытки приблизить внешний облик джипа к современной автомобильной моде прекратились с началом полномасштабных работ над базовой легковой моделью, и все силы были брошены на прототипы Москвич «Дельта». Затем Вядро также участвовал в разработке дизайна модели Москвич АЗЛК-С-1 «Меридиан».
Генеральный директор ООО «Энергопромпроект», Вядро активно продолжает работать и сегодня.